# Karél-Finn Szovjet Szocialista Köztársaság
A Karél-Finn Szovjet Szocialista Köztársaság; rövidítéssel Karél-Finn SZSZK, gyakran Szovjet Karélia vagy csak Karélia, a Szovjetunió egyik tagállama volt. 1940 és 1956 között állt fenn, az egyetlen tagállam, amelyet lefokoztak. 1991. november 13-án az autonóm karél állam az Oroszországi Föderáció egyik köztársasága lett, Karél Köztársaság néven.

## Története
A szovjet kormány 1940. március 31-én hozta létre a Karél-Finn Szovjet Szocialista Köztársaságot, a Karél ASZSZK és a Finn Demokratikus Köztársaság egyesítésével. Ez utóbbit a téli háború után Finnország a moszkvai békemegállapodás által átadott területén hozta létre, beleértve Vyborg és Sortavala városait.
Gyakorlatilag az átadásra kötelezett területek egész karéliai lakosságát, mintegy 422 ezer embert evakuáltak Finnországba, az elhagyott területekre a Szovjetunió más részeiből származó népek költöztek.
A Szovjetunió új köztársaságának létrehozása egy olyan etnikai csoport számára, amely nem jelentős többségben volt és nem volt elkülönült független államalkotó nemzet a Szovjetunióba történő beillesztése előtt, eddig példátlan volt a Szovjetunió történelmében. Néhány jelenkori történész úgy véli, hogy Karél-Finn SZSZK létrehozása a Karél Autonóm Szovjet Szocialista Köztársaságból és a finn területekből egy politikai célkitűzés volt, mint „egyszerű eszköz a további finn területek esetleges beillesztésének megkönnyítésére” (vagy esetleg az egész Finnország beolvasztása) a Szovjetunióba.
Az ezt követő folytatólagos háborúban Finnország újra magához csatolta az 1940-ben elvesztett országrészt, és az 1940 előtt a Szovjetunióhoz tartozó karéliai területeket, beleértve a Petrozavodszk fővárost is. 1944-ben a Szovjetunió ismételten elfoglalta a területet. A szovjet hódítást a moszkvai fegyverszüneti és párizsi békeszerződésben Finnország elismerte. A finneket és a karélokat ismét Finnországba menekítették.
1944 szeptemberében a karél-isthmusti régiót Vygborggal (Viipuri) átcsatolták az Orosz SZSZSZK-hoz, Leningrád tartományába, de a ladogai terület a köztársaság része maradt.
1956. július 16-án a köztársaságot beolvasztották az Orosz SZSZSZK-ba mint Karéliai Autonóm Szovjet Szocialista Köztársaság. Ez a lépés talán a második világháború utáni finn–szovjet kapcsolatok javításával állhat összefüggésben. Ugyanekkor a szovjetek visszaadták a bérelt Porkkala Tengerészeti Bázist (1956 januárjában), a Maly Vysotsky-sziget és a Saimaa-csatorna szovjet szakaszát (amelyet a Szovjetunió 1940-ben és 1944-ben is meghódított) Finnországnak (1963).
A Szovjetunió (1922–1991) történelmében a köztársaság 1956-os megszüntetése volt az egyetlen olyan eset, amikor a Szovjetunió egy köztársaságot egy másik köztársaságba (Oroszországi SZSZSZK) olvasztott. A Szovjetunió címerét (ahol eddig 16 szalag díszítette a búzakévét) és a szovjet rubel pénzérméit és bankjegyeit is meg kellett változtatni (amelyiken szerepelt a szovjet címer).
A Szovjetunió utolsó napjaiban, 1991. november 13-án a Karél ASZSZK Karél Köztársaság néven az Oroszországi Föderáció egyik köztársaságává vált.

## Politika
A Karél-Finn Legfelsőbb Tanács (1940–1956) elnöke Otto Ville Kuusinen finn kommunista volt. A köztársaságban egy külön karél-finn kommunista párt létezett az 1940-es években, vezetője Gennagyij Nyikolajevics Kuprijanov  volt.
Jurij Andropov néhány évig a Karél-Finn Szovjet Szocialista Köztársaság Komszomol (Lenini Kommunista Ifjúsági Szövetség) főtitkára volt.

### A Legfelsőbb Tanács elnökei[4]
| Név                          | Hivatali idő                           |
| ---------------------------- | -------------------------------------- |
| Nyikolaj Nazarovics Szorokin | 1940. augusztus 7. – 1947. április 15. |
| Adolf Taimi                  | 1947. április 15. – 1955.              |
| Johannes Sogijainen          | 1955. – 1956.                          |

### A Legfelsőbb Tanács Elnökségének elnökei
| Név                         | Hivatali idő                         |
| --------------------------- | ------------------------------------ |
| Mark Vasziljevics Gorbacsov | 1940. március 31. – 1940. július 11. |
| Otto Kuusinen               | 1940. július 11. – 1956. július 16.  |

### A Népbiztosok Tanácsának elnökei

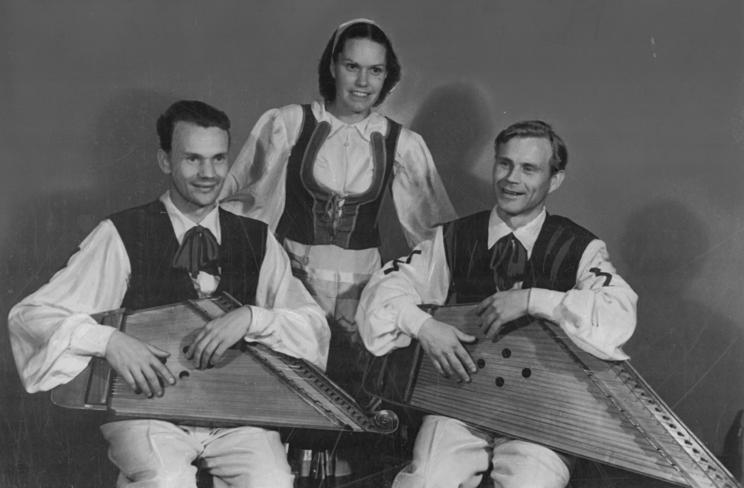
Kantele zenészek a Karél-Finn SZSZK-ból Budapesten a második Világifjúsági és diáktalálkozón, 1949-ben.

A Népbiztosok Tanácsát 1946-ban átnevezték a Miniszterek Tanácsának.
| Név                       | Hivatali idő                         |
| ------------------------- | ------------------------------------ |
| I. P. Babkin (ideiglenes) | 1940                                 |
| Pavel Prokkonen           | 1940 – 1947. február                 |
| Voldemar Virolainen       | 1947. február – 1950. február 24.    |
| Pavel Prokkonen           | 1950. február 24. – 1956. július 16. |

## Fordítás
Ez a szócikk részben vagy egészben  a   Karelo-Finnish Soviet Socialist Republic című angol Wikipédia-szócikk ezen változatának fordításán alapul.  Az eredeti cikk szerkesztőit annak laptörténete sorolja fel. Ez a jelzés csupán a megfogalmazás eredetét és a szerzői jogokat jelzi, nem szolgál a cikkben szereplő információk forrásmegjelöléseként.